# 心理療法

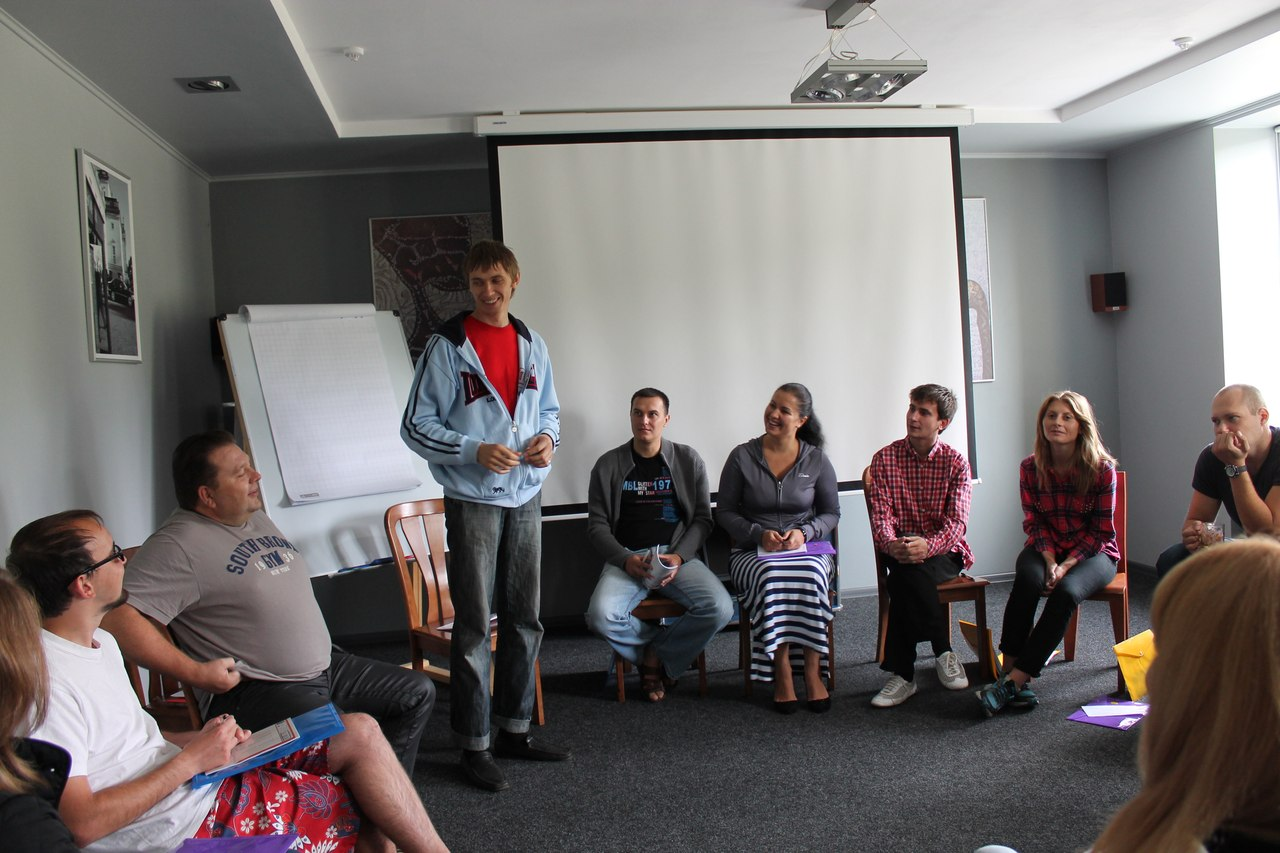
ポジティブ心理療法

心理療法（しんりりょうほう、英: psychotherapy：サイコセラピー）、精神療法（せいしんりょうほう, Psychological Therapy）、心理セラピーとは、物理的また化学的手段に拠らず、教示、対話、訓練を通して認知、情緒、行動などに変容をもたらすことで、精神障害や心身症の治療、心理的な問題、不適応な行動などの解決に寄与し、人々の精神的健康の回復、保持、増進を図ろうとする理論と技法の体系のことである。
臨床心理学においては心理療法、精神医学においては精神療法の呼称が通常用いられ、事実上同じものを指す。この違いは、明治期以降に西洋学問を輸入した際、psycheの語に「心理」と「精神」という2通りの訳語が当てられ、それが心理学界と医学界に別々に定着したことに由来する。
心理療法を行う者を心理療法士、心理療法家、精神療法家、心理セラピスト、サイコセラピスト（psychotherapist）などと呼び、専門家が立脚する学派により精神分析家や行動療法家などと呼び分けることもある。また、心理療法を受ける者をクライエント（client）、来談者、患者などと呼ぶ。

## 定義
心理療法は、主に対話を用い、精神障害や心身症を呈している人、心理的問題や不適応に陥っている人、種々の困難を抱えている人などの認知・情緒・行動などに働きかけ、そこに適応的な変化を図ることを目的とする。特に、人間関係に起因するストレスなどの影響が認められる心因性の精神疾患の治療においては、心理療法はストレスそのものの分析・考察を行うため、表面的な症状を抑える薬物療法などの対症療法とは区別される。
性格傾向・病理水準・発達水準などにより向き不向きがあるため、主訴や各水準の臨床心理査定と照らし合わせ、相談者との共通理解のもとで、適した心理療法が選択され用いられる。

### 明治の精神療法
明治末から昭和の初めにかけて、民間療法が盛んに行われていた。明治30年代後半に流行した催眠術治療に始まり、明治40年代に入ると静坐法や呼吸法などの修養法、霊術などの治療法が流行し、これらは精神療法と呼ばれた。その主な技法は、腹式呼吸、霊動と呼ばれた身体の自動運動、お手当て（手当て療法）といった身体技法であった。
当時の精神療法家の用いた「精神」という言葉は、身体と対立する精神という意味ではない。吉永進一は、身体を含み、さらには身体を越えた領域も含んでいたと指摘している。

### 日本の健康保険における精神療法
診療報酬上のレセプト「精神科専門療法料」における、入院精神療法とは「精神面から効果のある心理的影響を与えることにより、対象精神疾患に起因する不安や葛藤を除去し、情緒の改善を図り洞察へと導く治療方法」であり、通院・在宅精神療法とは、「一定の治療計画のもとに危機介入、対人関係の改善、社会適応能力の向上を図るための指示、助言等の働きかけを継続的に行う治療方法」である。入院集団精神療法および、通院集団精神療法とは、「集団内の対人関係の相互作用を用いて、自己洞察の深化、社会適応技術の習得、対人関係の学習等をもたらすことにより病状の改善を図る治療法」である。なお、病状、服薬状況び副作用の有無等の確認を主とした支援は、「精神科継続外来支援・指導料」であり、精神療法に該当しない。

## 適用
WHOのmhGAPマニュアルにおいて示される、精神療法とその推奨疾患を以下に挙げる 。
- 行動活性化（Behavioral Activation） - うつ病 [7]
- リラクゼーション技法 （Relaxation Training） - うつ病 [7]
- 問題解決療法（Problem Solving） -- うつ病 [7]
- 認知行動療法 (CBT) - うつ病、, 児童青年精神障害, 物質関連障害, 精神病 [7]
- 随伴性マネージメント (Contingency Management Therapy) -  物質関連障害 [7]
- 家族カウンセリング, 家族療法 -  サイコシス、物質関連障害 [7]
- 対人関係療法 (IPT) - うつ病 [7]
- 動機づけ強化療法 - 物質関連障害 [7]
- 親訓練プログラム -  児童青年精神障害 [7]

## 各国の資格要項
| 国 （五十音順）  | 認知行動療法は プライマリケアで 受けられるか？ | 心理療法は 保険適応か？ |
| ---------------- | ---------------------------------------------- | ----------------------- |
| アイスランド     | はい                                           | 一部                    |
| アイルランド     |                                                | 一部                    |
| アメリカ合衆国   | はい                                           | 全面                    |
| イギリス         | はい                                           | 全面                    |
| イスラエル       |                                                | 一部                    |
| イタリア         |                                                | 全面                    |
| オーストラリア   | はい                                           | 全面                    |
| オーストリア     | はい                                           | 一部                    |
| オランダ         |                                                | 一部                    |
| カナダ           |                                                | 全面                    |
| 韓国             | はい                                           | 一部                    |
| スイス           |                                                | 一部                    |
| スウェーデン     | はい                                           | 一部                    |
| スロバキア       |                                                | 一部                    |
| スロベニア       |                                                | 全面                    |
| チェコ           |                                                | 全面                    |
| チリ             |                                                | 全面                    |
| ドイツ           |                                                | 全面                    |
| トルコ           |                                                | 全面                    |
| 日本             |                                                | 一部                    |
| ニュージーランド | はい                                           | 一部                    |
| ノルウェー       | はい                                           | 全面                    |
| フィンランド     |                                                | 一部                    |
| ベルギー         | はい                                           | 一部                    |
| ポーランド       |                                                | 全面                    |
| ポルトガル       |                                                | 一部                    |
| メキシコ         | はい                                           | 一部                    |
| ルクセンブルク   | はい                                           | 一部                    |

欧州における心理療法の規制は、各国で様々である。
イギリスにおいて心理療法は非営利団体が規制しており、国家登録の心理療法士は、主に3団体英国心理療法委員会（UKCP）、英国カウンセリング・心理療法協会（BACP）、英国精神分析委員会（BPC）に属している。加えて、小規模な団体に児童心理療法士協会（ACP）、英国心理療法士協会（BAP）も存在する。
ドイツにおいては、Psychotherapy Act (PsychThG, 1998)によって、成人への心理療法は5年の心理学専門課程あるいは精神病理学を含めた医学を修めた者でなければならないとされている。21歳までの青少年への心理療法については、心理学専門課程だけに限定されず、社会教育学ないし社会福祉の領域の専門課程でも認められている。
イタリアではOssicini Act (no. 56/1989, art. 3)により、心理学部または医学部を卒業後、大学専門家育成課程もしくは教育大学研究省から認可された民間の心理療法スクールで4年間の卒後訓練を経た者でなければならないとされている。
フランスでは、psychotherapistを名乗ることができるのは、国家登録の心理療法士のみであり、それには医学博士保有者（一般開業医、専門医）、心理学（臨床心理学を始め各専門分野）専攻の修了者、精神分析学専攻の修了者、精神分析協会への所属者それぞれの要件に応じて、もし免除がなければ、精神医学や心理学、精神分析学を専門分野としている高等専門大学校の2名の教授によって設置された研修機関で、法律（Décret n˚ 2010-534 du 20 mai 2010 relatif à l'usage du titre de psychothérapeute）で規定された臨床精神病理学に関連した理論と実践的な訓練に従って追加研修を受ける必要がある。
スウェーデンでは、psychotherapistを名乗ることができるのは、大学にて心理学及び心理療法の教育を修めた後に、スウェーデン保健福祉庁に登録された者である。
日本においては、民間認証資格として臨床心理士メンタルケア心理士メンタル士心理カウンセラー行動心理カウンセラーチャイルド心理カウンセラー、および国家資格として公認心理師が存在する。

## 歴史
様々な技法が登場してきたが、認知・情緒・行動などに適応的な変化を図る目的は共有している。
18世紀には、フランツ・アントン・メスメルが動物磁気説による治療行為を行い、後の催眠へとつながっていった。心理療法におけるラポールの概念などもこの流れで生み出された。1892年には、アメリカ心理学会が、ウィリアム・ジェームズの心理学を元にして設立される。
第1の勢力は精神分析学である。1896年にジークムント・フロイトは精神分析という言葉を用い、精神分析学を創設し、その後の心理療法に多大な影響を与えた。フロイトに師事したカール・グスタフ・ユングは分析心理学を提唱、ユング心理学はユング派としてアメリカでプロセス指向心理学などを生んだ。この時代には、フロイトや現象学の影響をうけたルートヴィヒ・ビンスワンガーの現存在分析、また ヴィクトール・フランクルによるロゴセラピーがある。対人関係療法は、新フロイト派とよばれるハリー・スタック・サリヴァンらの流れを組む。
イギリスではメラニー・クライン、ドナルド・ウィニコットらの対象関係論が展開し、アメリカでは対象関係論に影響をうけたオットー・カーンバーグが転移焦点化精神療法を考案した。また、1968年にハインツ・コフートは自己愛性パーソナリティ障害について論文を発表した。
第2の勢力は行動主義である。20世紀初頭に行動主義心理学が登場する。これは戦争をはさんだ軍事学的な統制にも用いられた。動物実験により古典的条件づけやオペラント条件づけなどの語が登場した。治療に関しては、1960年にハンス・アイゼンクが『行動療法と神経症』を出版する。ポジティブ心理学は、学習性無力感の研究者であったマーティン・セリグマンが1990年代に提唱。
第3の勢力は、人間性心理学である。1960年代には、人間性心理学が、自己実現理論を提唱したアブラハム・マズローらによって組織される。1942年に、カール・ロジャースが『カウンセリングと心理療法』を出版し、来談者中心療法などを提唱する。ロジャースは、集団に対応させたエンカウンターグループも開発した。アメリカのビッグサーのエサレン協会を中心として、ニューエイジなどもくわわり、瞑想といった技法も研究されるようになった。ゲシュタルト療法は、エサレンを中心として発達した。
1969年にはトランスパーソナル心理学会が、LSDによる神秘体験を研究していたスタニスラフ・グロフと、上記人間性心理学のアブラハム・マズローによって設立される。瞑想などの伝統技法は第3世代の認知療法に影響した。
2000年ごろより、根拠に基づく医療が大きく提唱され、技法がマニュアル化しやすい行動主義あるいは認知心理学的な技法による有効性が見いだされる。それは、認知行動療法、対人関係療法、マインドフルネス認知療法といったものである。イギリスでは、こうした証拠に伴って、政策として心理療法家の養成を積極的に行っている。

## 影響

### アウトカム
科学的手法に基づいた国際的な大規模レビューによって、心理療法は多くの状況において有効であると結論づけられている。

### アドヒアランス
心理療法のアドヒアランスとは、プログラム途中での脱落率のことであり、問題の一つとして認識されている。
早期段階での脱落率はおよそ30-60%であるとされ、その定義によって幅がある。脱落率は、患者の選択手法や治療へのつなげ方など、様々な研究条件によって差が出てくる。早期脱落は、人口分布、クライアントの臨床特徴、治療家や治療手法などの要因が関係するとされている。心理療法の妥当性、効果性を疑っているグループにおいては、脱落率は高まる。

### 副作用
心理療法の副作用についての研究は、多々の理由で限られており、おそらく患者の5-20%であろうと推測されている。副作用には症状の悪化、新症状の発生、他の関係とのひずみ、治療家への依存などが含まれる。いくつかの技法や治療家においては、さらにリスクが上昇することもあり、また患者の個性によってはより脆弱であることもある。適切な手法によって発生した副作用は、医療過誤によって起こる症状とは区別されるべきである。

## 日本における状況
2004年度からの厚労科研の研究では、医療現場での精神療法の現状について「十分に行われている」と答えた医療機関は約5%で、「若干できている」場合でも25%弱に過ぎない。
欧米諸国に比べ日本においては制度面の遅れがあり、それゆえこれまでは心理療法が日常的なものとして位置づけられてきづらかった。ユニバーサルヘルスケアの下で、薬や注射などの現物には公定の報酬が支払われたもののこのような「目に見えない技術」に対しては非常に低い報酬しか設定されなかった。このことが日本における精神医療の質の低下を招いた。
OECDは日本に対し、軽中程度の患者に対して心理療法を提供できるよう、根拠に基づいた治療プログラムの整備をすすめるよう勧告している。